# Жаналык (Северо-Казахстанская область)
Жаналык (каз. Жаңалық) — упразднённое село в Есильском районе Северо-Казахстанской области Казахстана. Упразднено в 2019 г. Входило в состав Заречного сельского округа. Код КАТО — 594245400.

## Население
В 1999 году население села составляло 259 человек (133 мужчины и 126 женщин). По данным переписи 2009 года, в селе проживало 85 человек (46 мужчин и 39 женщин).